# Krum Georgiev
Krum Georgiev, bolgarski šahist in šahovski velemojster, * 24. maj 1958, Pazardžik, † 31. julij 2024, Sofija.